# Inocêncio Cani
Inocêncio Cani (* 20. Februar 1938 auf Bubaque, Guinea-Bissau; † 1973) war Offizier der Marine der Afrikanischen Unabhängigkeitspartei von Guinea und Kap Verde PAIGC und gilt als Mörder des kapverdischen Politikers und Unabhängigkeitskämpfers Amílcar Cabral.
Cani stammte aus einer Familie der Ethnie Manjago aus dem Guinea-Bissau vorgelagerten Archipel des Bissagos-Archipels. Er hatte die vierklassige Grundschule absolviert und diente 1959 bis 1961 in der portugiesischen Kolonialarmee. 1960 trat er der Unabhängigkeitsbewegung PAIGC bei. Als persönlicher Vertrauter Amílcar Cabrals durchlief er eine zweijährige Marine-Ausbildung in der Sowjetunion und wurde 1969 zum Oberkommandanten der wenig bedeutenden Marine befördert. Durch ein Disziplinarverfahren wegen Korruption verlor er Ende 1971 das Oberkommando. 
Im Rahmen des Putschversuchs einer aus Guinea-Bissau stammenden Fraktion der PAIGC lauerte Cani in einer Gruppe von Militärs Amílcar Cabral und dessen Frau Maria Helena vor deren Wohnung auf, um Cabral zu verschleppen. Als dieser sich wehrte, so berichtet Maria Helena Cabral, feuerte Cani den ersten Schuss. Cabral wurde bei dem Zwischenfall getötet.
Als persönliche Motive wurden rassistische Vorbehalte gegenüber den Kapverdiern sowie persönliche Kränkung durch das Disziplinarverfahren angenommen. Cani und seine Komplizen wurden von einem Militärgericht verurteilt und anschließend hingerichtet. Da die Unterlagen des Verfahrens nicht auffindbar sind, blieben etwaige Auftraggeber Canis bis heute unbekannt.